# Gif-sur-Yvette
Gif-sur-Yvette es un municipio francés, situado en el departamento de Essonne, en la región de Isla de Francia. Cuenta con una población de 21 736 habitantes y se encuentra a 22,9 km del centro de París.
Limita con los municipios de Villiers-le-Bâcle, Saint-Aubin, Saclay, Orsay, Bures-sur-Yvette, Gometz-le-Châtel, Gometz-la-Ville, Saint-Rémy-lès-Chevreuse.
El río Yvette y su afluente el Mérantaise atraviesan la ciudad.
Los habitantes de Gif-sur-Yvette son llamadosgiffois

## Demografía
| 815 | 810 | 800 | 738 | 717 | 712 | 818 | 815 | 790 | 769 | 753 | 691 | 732 | 702 | 849 | 734 | 776 | 814 | 887 | 991 | 997 | 1 240 | 1 513 | 1 508 | 1 649 | 2 678 | 4 058 | 7 298 | 12 945 | 17 166 | 19 754 | 21 364 | 21 736 | 20 776 |
| Para los censos de 1962 a 1999 la población legal corresponde a la población sin duplicidades (Fuente: INSEE [Consultar]) |     |     |     |     |     |     |     |     |     |     |     |     |     |     |     |     |     |     |     |     |       |       |       |       |       |       |       |        |        |        |        |        |        |

## Economía
Gif-Sur-Yvette está en el valle de la ciencia de Saclay. La ciudad acoge (o está cerca) de Supélec, LGEP (Laboratorio de ingeniería eléctrica de París) y el CNRS (Centre National de la Recherche Scientifique). Las actividades están orientadas a la investigación.

## Política

### Lista de alcaldes
| Elecciones | Name             |
| ---------- | ---------------- |
| 2001       | Michel Bournat   |
| 1959       | Robert Trimbach  |
| 1955       | Edouard Desor    |
| 1947       | Arthur Levasseur |
| 1944       | Léon Joubert     |
| 1935       | Arthur Levasseur |

## Organización Geográfica
La ciudad está dividida en 2 zonas principales, divididas en barrios :
- en el valle : Rougemonts, Mérantaise, Mairie, Féverie, Coupières, Damiette, Courcelle, Abbaye, Coudraies
- en la colina : Hacquinière, Belleville (más antiguo) and Chevry

## Transportes
La ciudad está vinculada a París por la línea B del metro (RER).

## Personalidades
Algunas personalidades que han vivido en Gif-Sur-Yvette :
- Juliette Adam, escritora francesa
- Fernand Léger, artista francés
- Richard Bohringer, actor francés